# Pilier soissonnais

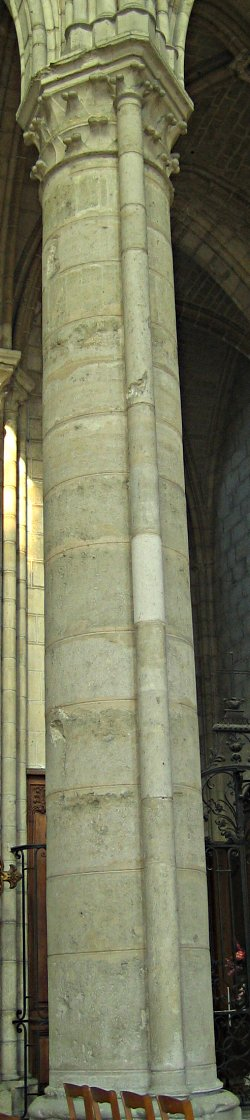
Exemple de pilier soissonnais (cathédrale de Soissons).

Le pilier soissonnais est un type de pilier gothique apparu pour la première fois dans la cathédrale de Soissons. Ses caractéristiques sont :
- une forme générale en colonne cylindrique, légère et élancée ;
- une colonnette unique adossée au pilier du côté de la nef principale, et parfois une deuxième du côté opposé ;
- un chapiteau octogonal, modifié par celui de la colonnette ;